# Kanton Roussillon
Der Kanton Roussillon ist seit 1790 ein französischer Wahlkreis im Arrondissement Vienne, im Département Isère und in der Region Auvergne-Rhône-Alpes. Hauptort ist Roussillon.

## Gemeinden
Der Kanton besteht aus 27 Gemeinden mit insgesamt 47.841 Einwohnern (Stand: 2022) auf einer Gesamtfläche von 331,96 km²:
| Gemeinde                | Einwohner 1. Januar 2022 | Fläche km² | Dichte Einw./km² | Code INSEE | Postleitzahl |
| ----------------------- | ------------------------ | ---------- | ---------------- | ---------- | ------------ |
| Agnin                   | 1.240                    | 7,96       | 156              | 38003      | 38150        |
| Anjou                   | 1.023                    | 5,03       | 203              | 38009      | 38150        |
| Beaurepaire             | 5.007                    | 18,46      | 271              | 38034      | 38270        |
| Bellegarde-Poussieu     | 1.015                    | 16,79      | 60               | 38037      | 38270        |
| Bougé-Chambalud         | 1.469                    | 15,85      | 93               | 38051      | 38150        |
| Chalon                  | 169                      | 5,20       | 33               | 38066      | 38122        |
| Chanas                  | 2.714                    | 11,65      | 233              | 38072      | 38150        |
| Cour-et-Buis            | 926                      | 13,73      | 67               | 38134      | 38122        |
| Jarcieu                 | 1.135                    | 6,31       | 180              | 38198      | 38270        |
| La Chapelle-de-Surieu   | 761                      | 11,22      | 68               | 38077      | 38150        |
| Le Péage-de-Roussillon  | 6.587                    | 7,41       | 889              | 38298      | 38550        |
| Moissieu-sur-Dolon      | 721                      | 14,38      | 50               | 38240      | 38270        |
| Monsteroux-Milieu       | 782                      | 8,17       | 96               | 38244      | 38122        |
| Montseveroux            | 998                      | 16,48      | 61               | 38259      | 38122        |
| Pact                    | 864                      | 9,74       | 89               | 38290      | 38270        |
| Pisieu                  | 526                      | 18,76      | 28               | 38307      | 38270        |
| Pommier-de-Beaurepaire  | 731                      | 19,16      | 38               | 38311      | 38260        |
| Primarette              | 694                      | 21,76      | 32               | 38324      | 38270        |
| Revel-Tourdan           | 1.050                    | 11,62      | 90               | 38335      | 38270        |
| Roussillon              | 8.584                    | 11,62      | 739              | 38344      | 38150        |
| Sablons                 | 2.306                    | 10,23      | 225              | 38349      | 38550        |
| Saint-Barthélemy        | 929                      | 7,98       | 116              | 38363      | 38270        |
| Saint-Julien-de-l’Herms | 163                      | 9,17       | 18               | 38406      | 38122        |
| Saint-Romain-de-Surieu  | 465                      | 4,71       | 99               | 38452      | 38150        |
| Salaise-sur-Sanne       | 4.548                    | 16,15      | 282              | 38468      | 38150        |
| Sonnay                  | 1.255                    | 14,17      | 89               | 38496      | 38150        |
| Ville-sous-Anjou        | 1.179                    | 18,25      | 65               | 38556      | 38150        |
| Kanton Roussillon       | 47.841                   | 331,96     | 144              | 3821       | –            |

Bis zur Neuordnung bestand der Kanton Roussillon aus den 21 Gemeinden Agnin, Anjou, Assieu, Auberives-sur-Varèze, Bougé-Chambalud, Chanas, La Chapelle-de-Surieu, Cheyssieu, Clonas-sur-Varèze, Le Péage-de-Roussillon, Roussillon, Sablons, Saint-Alban-du-Rhône, Saint-Clair-du-Rhône, Saint-Maurice-l’Exil, Saint-Prim, Saint-Romain-de-Surieu, Salaise-sur-Sanne, Sonnay, Vernioz und Ville-sous-Anjou.